# Carlos Alberto Souza dos Santos
Carlos Alberto Souza dos Santos (* 9. Dezember 1960 in Vianópolis) ist ein brasilianischer Fußballtrainer und ehemaliger Fußballspieler.

## Karriere
Der 1,76 Meter große Mittelfeldspieler begann seine Karriere 1981 beim Goiás EC, bei welchem er für fünf Jahre unter Vertrag stand. Dann wechselte er für eine Spielzeit zu GE Novorizontino. Nach der Spielzeit wechselte er für fünf Jahre zum Botafogo FR, wo er wieder keine Ligaspiele bestritt.
1992 unterzeichnete er für vier Jahre einen Vertrag bei Kashima Antlers, bei welchen er im ersten Jahr noch an keinen Ligaspielen teilnahm. Aber er absolvierte drei Spiele des Kaiserpokals, wovon er zweimal ins Tor traf und bestritt zehn Spiele des J. League Cup und schoss drei Tore. Seine ersten Ligaspiele absolvierte er im Jahr 1993, in welchem er 38 Ligaspiele bestritt und acht Tore erzielte. Außerdem nahm er an fünf torlosen Spielen des Kaiserpokals und sechs, ebenso torlosen Spielen des J. League Cup teil. 1994 absolvierte er 22 Ligaspiele und schoss vier Tore. Des Weiteren bestritt er ein torloses Spiel des Kaiserpokals sowie ein Spiel des J. League Cup, bei welchem er einmal ins Tor traf. In seinem letzten Jahr beim Verein bestritt er 25 Ligaspiele und erzielte fünf Tore.
Nach vier Jahren beim Verein wechselte er zu Shimizu S-Pulse, bei dem er 18 Ligaspiele absolvierte und dreimal ins Tor schoss. Außerdem bestritt er ein torloses Spiel im Kaiserpokal. An 27 Ligaspielen nahm er im zweiten Jahr teil, wovon er ein Tor schießen konnte. Außerdem bestritt er ein torloses Spiel des Kaiserpokals und 15 Spiele des J. League Cup, wovon er einen Assist (eine Torvorlage) gab. An 31 Ligaspielen nahm er im nächsten Jahr teil und erzielte dabei drei Tore. Des Weiteren absolvierte er drei Spiele des Kaiserpokals, wovon er dreimal ins Tor treffen konnte, sowie sechs torlose Spiele des J. League Cup. 1998 bestritt er 30 Ligaspiele und schoss vier Tore. Außerdem nahm er an vier Ligaspielen des Kaiserpokals sowie vier Ligaspielen teil, bei welchen er einen Pass ins Tor befördern konnte. Im nächsten Jahr absolvierte er 21 Ligaspiele und traf viermal ins Tor. Zudem nahm er an drei torlosen Spielen des Kaiserpokals und vier torlosen Spielen des J. League Cup teil. In seinem letzten Jahr nahm er an 27 Ligaspielen teil und schoss viermal ins Tor. Des Weiteren nahm er an jeweils fünf Spielen des Kaiserpokals und des J. League Cups teil und konnte beim ersten vier Pässe und beim zweiten einen Pass ins Tor befördern.
In den letzten beiden Jahren (2001 und 2003) war er noch bei den Vereinen Vissel Kōbe und Thespakusatsu Gunma aktiv, bei welchen er insgesamt 32 torlose Ligaspiele bestritt. Des Weiteren bestritt er beim ersteren Verein drei torlose Spiele des J. League Cup und beim zweiten ein torloses beim Kaiserpokal.

## Erfolge
- J. League Division 1 (1993)
- J. League Cup, J. League Fußballer des Jahres (1996)
- J. League Meritoriousness Player Award (2002)